# Carcass
Carcass é uma banda de metal extremo do Reino Unido formada em 1985, usualmente considerada a criadora do estilo goregrind e também do death metal melódico. Seus discos Necroticism - Descanting the Insalubrious (1991) e Heartwork (1993) costumam figurar nas listas de melhores discos de death metal da história. No ano de 2007, seus ex-integrantes reuniram-se por tempo indeterminado, para a realização de algumas apresentações e uma turnê mundial. Em 2013 gravaram seu álbum de retorno, chamado Surgical Steel, que estreou marcando presença nas paradas musicais do mundo todo.

## História

### Formação (1985–1988)

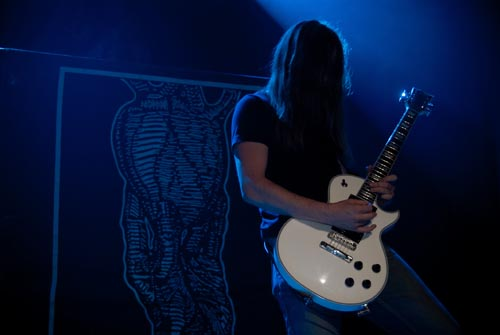
O guitarrista Bill Steer em show com o Carcass.

Formado em 1985, em Liverpool, o Carcass contava com Bill Steer (guitarra), Jeff Walker (baixo), Ken Owen (bateria) e Sanjiv (vocal). Um ano depois, Sanjiv (vocal) saiu da banda e não houve mais notícias. O único material onde ele participa é a primeira demo do grupo, Flesh Ripping Sonic Torment. Ao passo disto, o guitarrista Bill Steer foi para o Napalm Death, outra banda de Grindcore. Mas Steer não abandonou o Carcass, ele considera o Napalm Death era seu trabalho paralelo. Esses acontecimentos resultaram em um período de inoperância na banda. O período foi curto, e para provar que o Carcass estava novamente à ativa, em 1987, sem o vocalista Sanjiv, o conjunto começa a trabalhar como um trio. Os vocais mais urrados e guturais ficavam por conta de Bill Steer, e o baixista Jeff Walker cuidava dos vocais "gritados".
Em 1988, o Carcass lança seu primeiro álbum intitulado Reek of Putrefaction. A capa, que dispensa comentários, trazia fotos de pessoas mortas, corpos em decomposição, mutilados e despedaçados. Este disco se tornaria um clássico do grindcore, por sua inovação. No entanto, a qualidade da gravação deste disco deixa bastante a desejar, vindo a melhorar no segundo disco.
Na lacuna de tempo entre o lançamento Reek e o segundo álbum, Ken Owen adquiriu um bumbo duplo para o seu kit de bateria, permitindo então o uso de pedal duplo para a composição das novas músicas. Jeff Walker afirma que esta foi uma das principais razões para que Bill Steer levasse a banda mais a sério e deixasse o Napalm Death, para se dedicar integralmente ao Carcass.

### Mudança de estilo (1989–1992)
Symphonies of Sickness, o segundo álbum, teve uma produção melhor, com a ajuda de Colin Richardson. Este álbum apresenta uma estrutura mais similar ao death metal, com passagens de riffs mais complexos e solos de guitarra mais lentos. Na segunda metade da turnê do Symphonies um segundo guitarrista já se apresentava na banda, Michael Amott, que viria a integrar permanentemente o grupo. Seu trabalho já é notado no segundo Peel Sessions e no terceiro álbum já havia sua contribuição em criações.

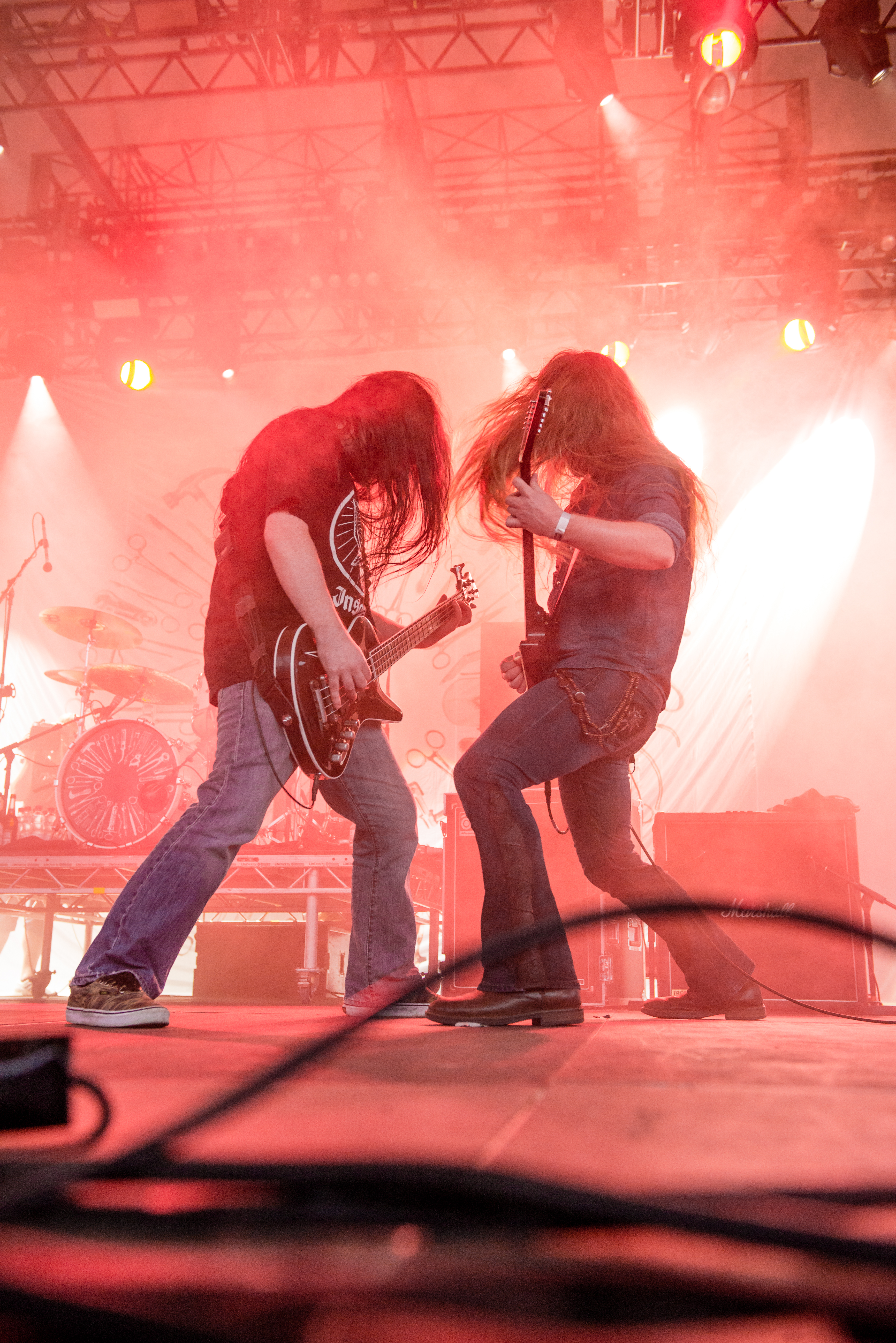
Jeff Walker e Ben Ash durante show do Carcass na Alemanha em 2014.

Necroticism - Descanting the Insalubrious mostrou composições mais intrincadas, além de solos de guitarra e produção melhorados. Apesar da adição de  Amott, Steer ainda fazia todas as funções de guitarra rítmica, com Amott apenas contribuindo com solos e um riff. Carcass deu novamente suporte ao álbum com inúmeros shows, enquanto fazia parte da  tour 'Gods of Grind' da Earache junto a Cathedral, Entombed e Confessor na Europa e nos Estados Unidos.
O  EP The Tools of the Trade foi lançado em  1992 para coincidir com a "Gods of Grind" tour.

### Popularidade e fim (1993–1996)
O quarto disco da banda, Heartwork, foi lançado no fim de 1993. Representou uma mudança radical no som para muitos fãs, eliminando os vocais brutais de Steer e as letras de gore clínicas. Novamente, Steer gravou todas as bases de guitarra, dessa vez por Amott ter perdido seu passaporte na Índia (impossibilitando-o de volta a tempo para a Inglaterra para gravar). As estruturas das canções, enquanto ainda contendo partes musicalmente complexas, eram mais simples, em alguns casos usando a fórmula verso/refrão/verso.
Após o lançamento de Heartwork, o Carcass assinou contrato global com a Columbia Records, que esperava por sucesso comercial, sugerindo até para Jeff Walker mudar seu estilo de canto. Michael Amott deixou a banda depois que Heartwork foi gravado, e foi substituído temporariamente por Mike Hickey, que mais tarde deu lugar a Carlo Regadas.
Durante o verão de 1994, Walker remixou a faixa "Inside Out" para um álbum remix de Die Krupps, embora a versão tenha ficado razoavelmente  fiel à original com exceção dos samples de bateria de Owen em Heartwork substituindo os originais de  Die Krupps, e adicionais mixagens de Walker e Colin Richardson nos estúdios Parr Street (onde Heartwork foi gravado).

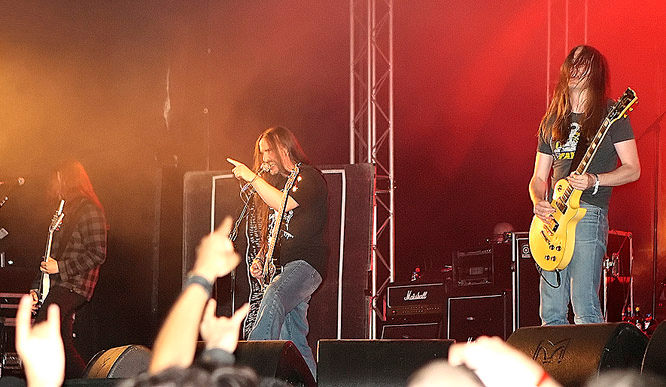
Carcass durante show em Portugal em 2010.

O Carcass então  começou a compor canções para estrear por sua grande gravadora. Durante a turnê britânica de dezembro de 1994, o Carcass  apresentou duas canções dentre suas novas composições - "Edge of Darkness" e "Firmhand", ambas mostrando serem canções mais diretas do que as gravações anteriores. Por volta dessa época, "Edge of Darkness" foi gravada para sessões do BBC Radio 1 Rock Show -  uma sessão que pode ser encontrada em coletâneas posteriores.
No fim de 1994, 17 canções já estavam prontas e a banda usou uma quantia de  $200,000 para gravar um novo álbum, novamente com Colin Richardson, nos estúdios Rockfield em Monmouth, South Wales, no início de 1995. No período de 6 semanas de gravação a gravadora começou a retirar o apoio, afirmando que o Carcass não estava pronto para gravar,  e necessitava escrever mais músicas. Esse aviso foi ignorado, e como  Terry Date foi sugerido para mixar o disco, a banda continuou. Na época,  Jeff Walker falou em um entrevista à  Metal Hammer Magazine inglesa que o álbum tinha uma pegada mais próxima ao rock clássico, com bateria, baixo e guitarras  à la Thin Lizzy, em comparação às anteriores produções de "guitarras de multi-camada".  Isso tudo degradou-se devido à falta de vontade de Bill Steer de fazer as demoradas camadas de guitarra (que, mais uma vez, teve Steer tocando toda a guitarra base) por causa de sua perda de interesse no heavy metal.
Durante as sessões de gravação de Swansong, o Carcass foi convidado a remixar uma faixa de Björk - "Isobel". Não era uma remixagem propriamente dita, mas sim uma regravação deixando os vocais originais de Björk. Toda a guitarra base foi feita por Steer, e a faixa saiu em março de 1996  no single "Hyperballad" de Björk.

### Reunião (2007-presente)
Em 2006 Jeff Walker concedeu entrevistas admitindo a possibilidade de uma reunião do Carcass até 2007. Segundo ele, Michael Amott quer muito a volta da banda. Tudo dependeria de uma posição de Bill Steer, uma vez que Ken Owen não participará mas não se opôs à ideia de ser substituído por outro baterista.
Em setembro de 2007 Michael Amott disse a uma revista sueca que ele, Bill Steer e Jeff Walker se reuniram para ensaiar músicas antigas da banda, contando com o baterista do Arch Enemy Daniel Erlandsson no lugar de Ken Owen. O objetivo era tocar em festivais de verão europeus de 2007 mas isso não foi possível. No mês seguinte a banda foi confirmada na edição de 2008 do festival alemão Wacken Open Air.
Após mudanças na formação, em 2013 eles gravaram um novo disco intitulado Surgical Steel.

## Integrantes
| Atuais - Bill Steer - guitarra e vocal (1985 - 1996, 2007 - atualmente) - Jeffrey Walker - baixo e vocal (1985 - 1996, 2007 - atualmente) - Daniel Wilding - bateria (2012 - atualmente) - Ben Ash - guitarra (2013 - atualmente) | Antigos - Ken Owen - bateria e vocal (1985 - 1996) - Sanjiv - Voz (1985-1987) - Michael Amott - guitarra (1990 - 1993, 2007 - 2012) - Mike Hickey - guitarra (1993 - 1994) - Carlo Regadas - guitarra (1994 - 1995) - Daniel Erlandsson - bateria (2007 - 2012) |

## Discografia
| - Reek of Putrefaction (1988) - Symphonies of Sickness (1989) - Necroticism - Descanting the Insalubrious (1991) - Heartwork (1993) - Swansong (1996) - Surgical Steel (2013) - Torn Arteries (2021) - Pathologic (1989) - The Peel Sessions (1989) - Live St. George's Hall, Bradford (1989) - Tools of the Trade (1992) - The Heartwork (1994) - Surgical Remission/Surplus Steel (2014) - Flesh Ripping Sonic Torment (1987) - Keep on Rotting in the Free World (Promo Tape, 1995) - Symphonies of Sickness (1988) - Pre-Heartwork Parr Street Demos (1993) | - Wake Up and Smell the... Carcass (1996) - Best of Carcass (1997) - Requiems of Revulsion: A Tribute to Carcass (2001) - Choice Cuts (2004) - "Tools of the Trade promo" (1992) - "Buried Dreams" (1993) - "Embodiment" (1993) - "No Love Lost" (1993) - "Heartwork" (1994) - "Swansong Free 2 Song Sampler" (1995) - "Captive Bolt Pistol" (2013) - "Zochrot" (2013) - Wake Up and Smell the... Carcass (1996) |

## Carcass noBrasil
- A banda se apresentou no Brasil em 2008, com shows em Belo Horizonte e São Paulo.[9]